# Anastasio Treviño Martínez
Anastasio Treviño Martínez (General Zuazua, Nuevo León; 27 de abril de 1870 - Monterrey, Nuevo León; 23 de marzo de 1943) fue un profesor y político mexicano que ocupó la gubernatura del estado de Nuevo León de manera interina.

## Biografía
Nació en General Zuazua, Nuevo León, el 27 de abril de 1870 siendo hijo de Néstor Treviño y de Higinia Martínez, siendo registrado el 20 de febrero de 1871 en el Registro Civil. Anastasio Treviño Martínez permaneció en su pueblo natal los primeros años de su vida, realizando allí sus estudios primarios y aprendiendo las labores del campo.
Al trasladarse a Monterrey, se ocupó en distintos comercios y se dedicó a la teneduría de libros, ofició que impartió en la Escuela Normal para Señoritas.
Posteriormente, en 1901, fundó su propia academia comercial, a la que llamó General Zaragoza; esta gozó de un amplio reconocimiento por su calidad académica y por la formación de numerosas generaciones en el ramo mercantil.
Dedicado de lleno a la docencia y además vinculado a la política, tras haber sido nombrado regidor de Monterrey en 1921, Anastasio Treviño Martínez estableció la Escuela Industrial Femenil Pablo Livas; luego, en 1923, en su calidad de presidente del Círculo Mercantil Mutualista, erigió el Colegio Morelos, que fue administrado por el propio Círculo.
Gracias a que fue designado tesorero general del Estado, Treviño Martínez pudo ocupar interinamente a la gubernatura de Nuevo León entre el 4 de octubre y el 25 de diciembre de 1923.
Anastasio Treviño Martínez murió el 23 de marzo de 1943.